# Essars
Essars é uma comuna francesa na região administrativa de Altos da França, no departamento de Pas-de-Calais. Estende-se por uma área de 3,72 km². Em 2010 a comuna tinha 1 761 habitantes (densidade: 473,4 hab./km²).